# Rikard I Lejonhjärta
Rikard I av England eller Rikard Lejonhjärta, född 8 september 1157 i Oxford, död 6 april 1199 i Châlus, Limousin, var kung av England, hertig av Normandie, greve av Maine och greve av Anjou från 1189, hertig av Akvitanien från 1172 och greve av Poitou från 1168.
Han var son till Henrik II av England och Eleonora av Akvitanien, bror till Johan av England, av den anjevinska ätten Plantagenet.
Rikard betraktades som en hjälte under sin samtid och har ofta skildrats på detta vis i litteraturen. Han tillbringade inte mycket av sin tid i England och ägnade sig främst åt korståg och sina franska förläningar. Han gjorde sig känd som en väldigt ambitiös man.

## Biografi

### Bakgrund
Rikard var från början inte ett naturligt val som engelsk regent, eftersom han var den tredje av sin fars legitima söner. Däremot var han sin mor Eleonoras favorit, och när hans föräldrar skildes bodde han med henne i Frankrike. Han utsågs till hertig av Akvitanien 1168 och greve av Poitiers 1172 som kompensation för att hans äldre bror Henrik utsetts som arvinge och medregent till den engelska tronen.

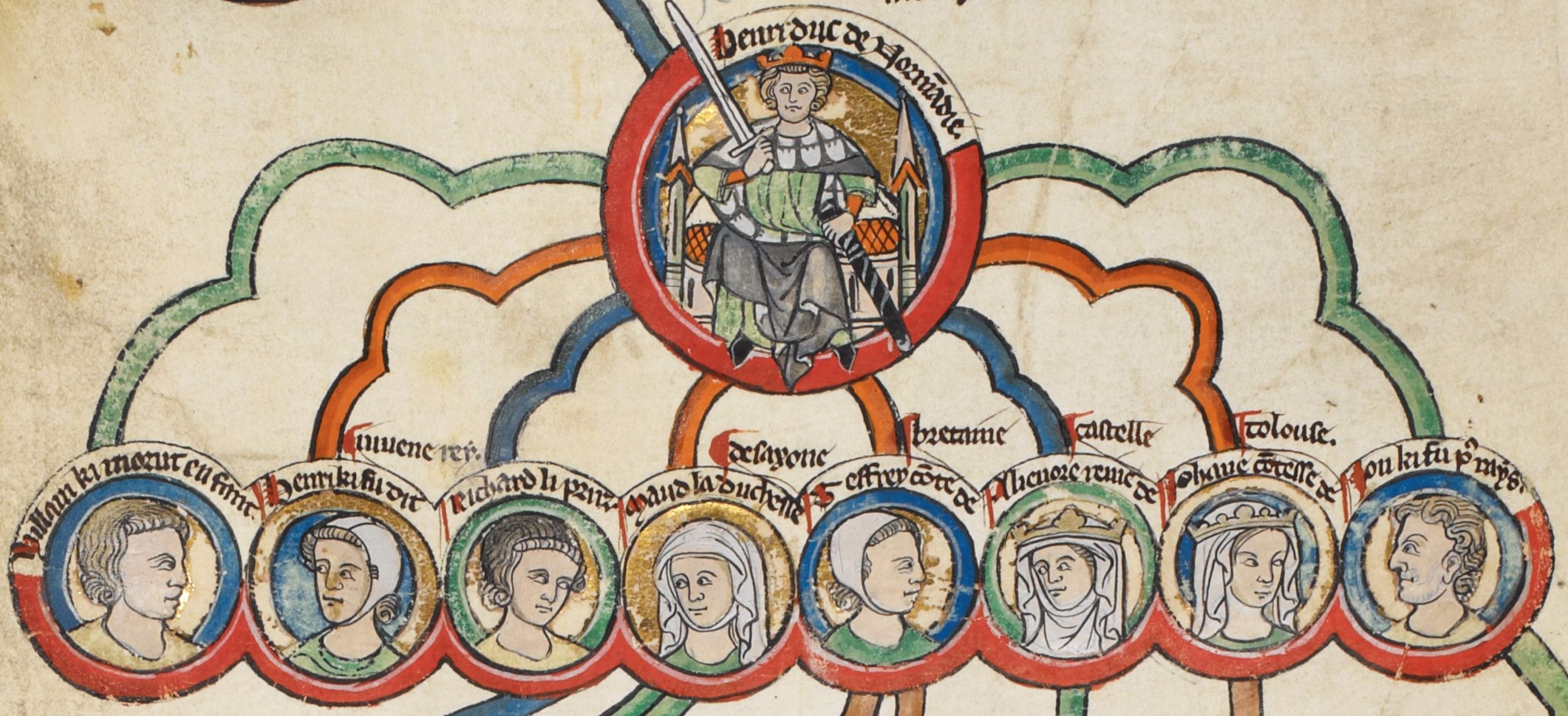
Henrik II och hans åtta barn: Vilhelm, Henrik, Rikard, Mathilda, Geoffrey, Eleonora, Johanna och Johan.

År 1173 gjorde Rikard och hans bröder Henrik och Gottfrid uppror mot sin far. Planen var att avsätta honom, och lämna Henrik som ensam regent över England. Bröderna blev dock slagna; Rikard höll ut längst men blev tvungen att svära Henrik II trohet 1174. Efter detta ägnade han sig åt att slå ner revolter bland adelsmännen i Akvitanien, och skaffade sig ett allt värre rykte för diverse mord och våldtäkter. Rebellerna vände sig till hans bröder för bistånd, men deras far fruktade att ett inbördeskrig mellan sönerna skulle få hans rike att falla samman, och stödde därför Rikard. Revolten upphörde till sist när brodern Henrik dog i juni 1183.

### Tronbestigning
Efter att Gottfrid följt Henrik i döden var Rikard som äldste kvarvarande son det naturliga valet av arvinge. Det fanns dock fortfarande en viss osäkerhet om kungens planer. När Henrik II planerade att förläna Akvitanien till Rikards yngre bror Johan (senare kung av England) allierade sig Rikard med den franske kungen Filip II August, son till Eleonoras tidigare make Ludvig VII. I utbyte för Filips hjälp mot hans far lovade Rikard att ge upp sina rättigheter till Normandie och Anjou till Filip.
Rikard svor trohetsed till Filip i november samma år. År 1189 försökte Rikard så överta den engelska tronen genom att delta i Filips expedition mot hans far, och de var framgångsrika. Henrik gick med Johans godkännande med på att utse Rikard till sin arvinge. Den 6 juli 1189 dog Henrik II i Chinon, och Rikard efterträdde honom som kung av England, hertig av Normandie och greve av Anjou. 

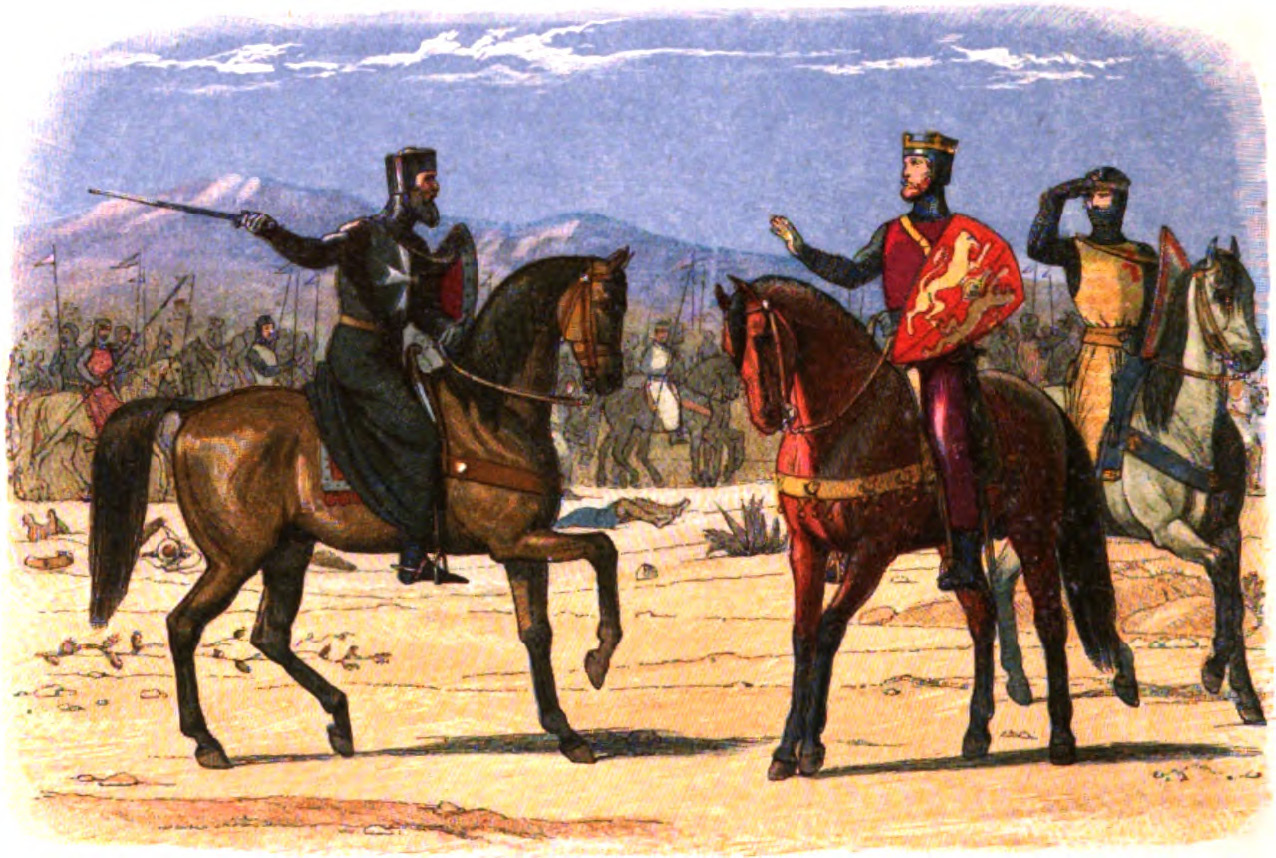
Illustration från 1864 som visar hur korsfararkungen Rikard möter johanniterriddarnas ledare Godefroi de Duisson.

### Korståg
Rikard var dock inte intresserad av England. Vid denna tid hade de kristna rikena i Palestina lidit förkrossande nederlag mot muslimernas sultan Saladin, och Rikard började nu förbereda sig för att delta i det korståg som planerades. För att finansiera en korsfarararmé spenderade han den största delen av sin fars tillgångar, höjde skatterna och frigav kung Vilhelm I av Skottland från sin tjänsteed till Rikard i utbyte mot 10 000 mark. För att skaffa ännu mer pengar började han utbjuda officiella poster, rättigheter och land till försäljning, och samlade till sist ihop en väldig armé och flotta. Efter att hans trupper i Frankrike placerats för att försvara hans tillgångar startade han slutligen sin resa mot det heliga landet 1190 (det tredje korståget). Till regenter utsåg han Hugh, biskop i Durham, och Vilhelm de Mandeville, som dog inom kort och ersattes med Rikards kansler William Longchamp. Rikards bror Johan var inte nöjd med detta beslut och började intrigera mot William.
Efter att på vägen framgångsrikt ha erövrat både Sicilien och Cypern, och lämnat dessa i händerna på allierade, befriade korsfararna Acre från Saladins belägring. Här var dock framgångarna slut. Den tysk-romerske kejsaren Fredrik Barbarossa hade redan drunknat i en flod i Mindre Asien (i nuvarande Turkiet), och när både Filip August och den österrikiske hertigen Leopold V övergav företaget, stod Rikard helt utan allierade. Han insåg också att han inte kunde stanna kvar i Palestina, eftersom både Filip August och Johan utnyttjade hans frånvaro för att öka sin egen makt. Med Jerusalems murar inom synhåll insåg han att han aldrig skulle kunna behålla staden, och tvingades vända om. Dock lyckades han innan det med ett av sina mål, att kristna skulle få tillgång till Jerusalem. Han tecknade en vapenvila med fritt tillträde för europeiska pilgrimer till den heliga staden.

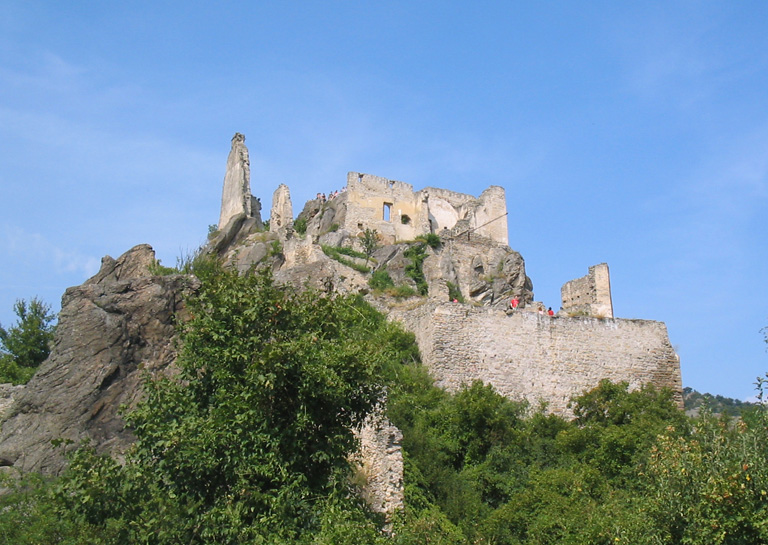
Ruinen av slottet Dürnstein, där Rikard hölls fången i två år.

### Fångenskap

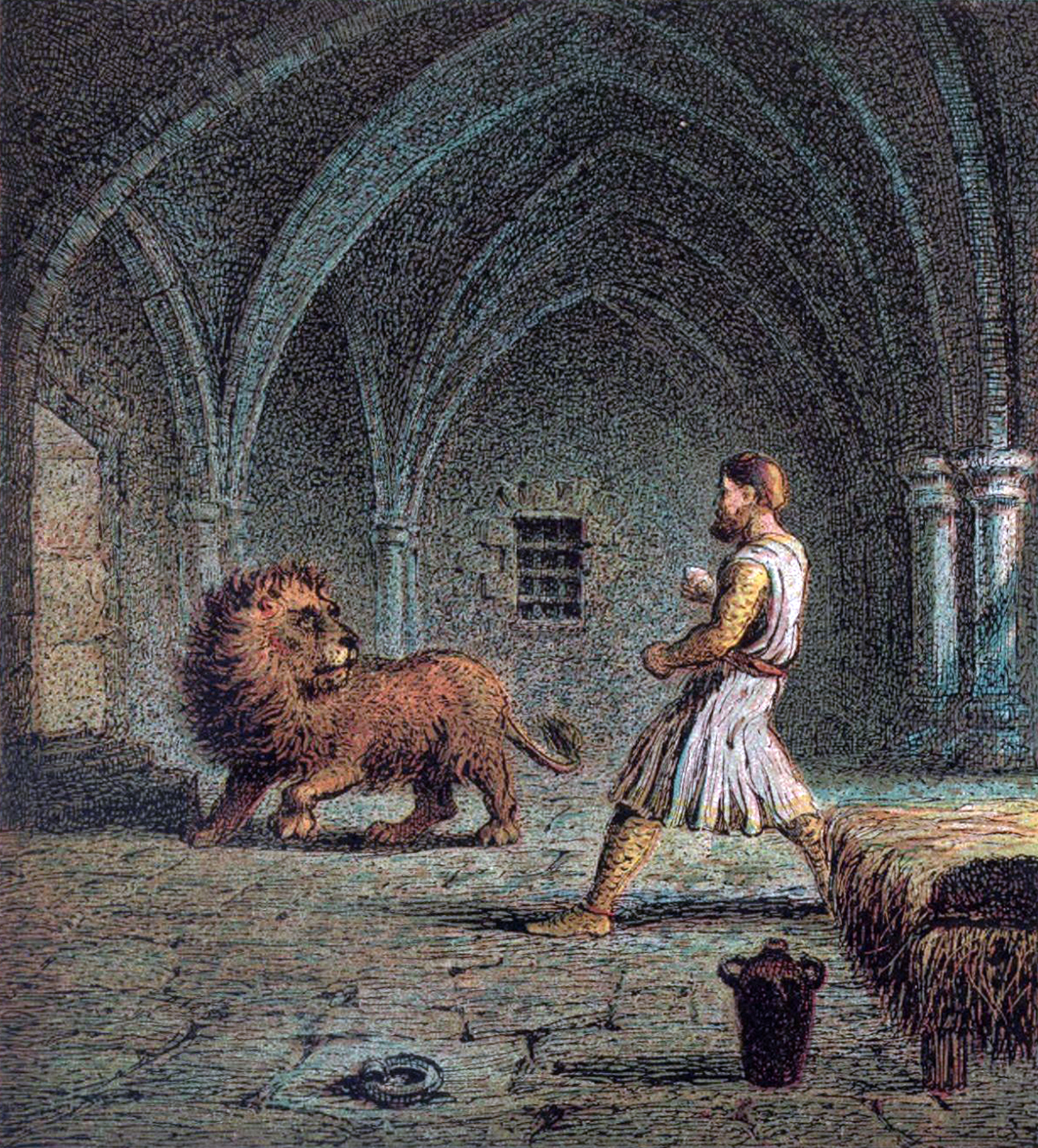
Illustration à la skolplansch från 1868, där den hjältemodige Rikard möter ett lejon.

När Rikard återvände till Europa i augusti 1192 tillfångatogs han av Leopold V – som han hade förolämpat offentligt under korståget – och överlämnades till kejsar Henrik VI. Fångenskapen i Dürnstein, Österrike var inte svår, men han frustrerades av att vara instängd. Han frigavs 1194 mot en lösensumma på den svindlande summan 150 000 mark, vilket skulle komma att ge England finansiella problem en lång tid framöver.

### Sista tid
Under tiden hade hans bror Johan nästan övertagit tronen. Rikard förlät honom dock och utsåg honom till sin arvinge i deras brorson Arturs ställe. Rikard reste åter till Frankrike i maj 1194 i syfte att återta de territorier han hade förlorat under sin frånvaro.
Under belägringen av slottet Châlus blev han sårad av en pil och dog den 6 april 1199, efter elva dagars kallbrand. Enligt en krönikör skall hans chevalereska order om att benåda, släppa och belöna skytten, Pierre Basile, ha ignorerats efter kungens död och Basile blivit flådd levande och sedan hängd. Rikard efterträddes av sin bror Johan och begravdes intill sina föräldrar nära Chinon.

## Familj
Rikard var från 12 maj 1191 gift med Berengaria av Navarra, äldsta dotter till kung Sancho VI av Navarra. Äktenskapet var barnlöst.

## Anfäder
|          |  |  |  |  |  |  |  |                        |  |  |  |  |  |  |  |                         |  |  |  |  |  |  |  | Fulko V av Anjou              |
|          |  |  |  |  |  |  |  |                        |  |  |  |  |  |  |  |                         |  |  |  |  |  |  |  |                               |
|          |  |  |  |  |  |  |  |                        |  |  |  |  |  |  |  | Gottfrid V av Anjou     |  |  |  |  |  |  |  |                               |
|          |  |  |  |  |  |  |  |                        |  |  |  |  |  |  |  |                         |  |  |  |  |  |  |  |                               |
|          |  |  |  |  |  |  |  |                        |  |  |  |  |  |  |  |                         |  |  |  |  |  |  |  | Ermengarde av Maine           |
|          |  |  |  |  |  |  |  |                        |  |  |  |  |  |  |  |                         |  |  |  |  |  |  |  |                               |
|          |  |  |  |  |  |  |  | Henrik II av England   |  |  |  |  |  |  |  |                         |  |  |  |  |  |  |  |                               |
|          |  |  |  |  |  |  |  |                        |  |  |  |  |  |  |  |                         |  |  |  |  |  |  |  |                               |
|          |  |  |  |  |  |  |  |                        |  |  |  |  |  |  |  |                         |  |  |  |  |  |  |  | Henrik I av England           |
|          |  |  |  |  |  |  |  |                        |  |  |  |  |  |  |  |                         |  |  |  |  |  |  |  |                               |
|          |  |  |  |  |  |  |  |                        |  |  |  |  |  |  |  | Matilda av England      |  |  |  |  |  |  |  |                               |
|          |  |  |  |  |  |  |  |                        |  |  |  |  |  |  |  |                         |  |  |  |  |  |  |  |                               |
|          |  |  |  |  |  |  |  |                        |  |  |  |  |  |  |  |                         |  |  |  |  |  |  |  | Matilda av Skottland          |
|          |  |  |  |  |  |  |  |                        |  |  |  |  |  |  |  |                         |  |  |  |  |  |  |  |                               |
| Rikard I |  |  |  |  |  |  |  |                        |  |  |  |  |  |  |  |                         |  |  |  |  |  |  |  |                               |
|          |  |  |  |  |  |  |  |                        |  |  |  |  |  |  |  |                         |  |  |  |  |  |  |  | Vilhelm IX av Akvitanien      |
|          |  |  |  |  |  |  |  |                        |  |  |  |  |  |  |  |                         |  |  |  |  |  |  |  |                               |
|          |  |  |  |  |  |  |  |                        |  |  |  |  |  |  |  | Vilhelm X av Akvitanien |  |  |  |  |  |  |  |                               |
|          |  |  |  |  |  |  |  |                        |  |  |  |  |  |  |  |                         |  |  |  |  |  |  |  |                               |
|          |  |  |  |  |  |  |  |                        |  |  |  |  |  |  |  |                         |  |  |  |  |  |  |  | Filippa av Toulouse           |
|          |  |  |  |  |  |  |  |                        |  |  |  |  |  |  |  |                         |  |  |  |  |  |  |  |                               |
|          |  |  |  |  |  |  |  | Eleonora av Akvitanien |  |  |  |  |  |  |  |                         |  |  |  |  |  |  |  |                               |
|          |  |  |  |  |  |  |  |                        |  |  |  |  |  |  |  |                         |  |  |  |  |  |  |  |                               |
|          |  |  |  |  |  |  |  |                        |  |  |  |  |  |  |  |                         |  |  |  |  |  |  |  | Aimery I av Châtellerault     |
|          |  |  |  |  |  |  |  |                        |  |  |  |  |  |  |  |                         |  |  |  |  |  |  |  |                               |
|          |  |  |  |  |  |  |  |                        |  |  |  |  |  |  |  | Aenor av Châtellerault  |  |  |  |  |  |  |  |                               |
|          |  |  |  |  |  |  |  |                        |  |  |  |  |  |  |  |                         |  |  |  |  |  |  |  |                               |
|          |  |  |  |  |  |  |  |                        |  |  |  |  |  |  |  |                         |  |  |  |  |  |  |  | Dangereuse de l'Isle Bouchard |
|          |  |  |  |  |  |  |  |                        |  |  |  |  |  |  |  |                         |  |  |  |  |  |  |  |                               |

## Eftermäle och betydelse
Rikard Lejonhjärta framställs ofta i populärkulturen som en hjältekonung, bland annat i Ivanhoe och Robin Hood. Moderna historiker erkänner också hans talang som härförare och även som poet. Däremot anser man att han inte var särskilt duglig som administratör.
Rikard räknas som en av de medeltida trouvèrerna då han diktade sånger på franska inom denna tradition. Två sånger som tillskrivs Rikard finns bevarade i medeltida manuskript: Je nus hons pris ne dira sa raison, vilken är känd som hans fångenskapssång och finns bevarad med melodi, samt Dalfin jeus voill deresnier.